# ويليام كون
ويليام كون (بالإنجليزية: William Coon)‏ هو لاعب كرة قاعدة أمريكي، ولد في 21 مارس 1855 في فيلادلفيا في الولايات المتحدة، وتوفي في 30 أغسطس 1915 في بورلينغتون في الولايات المتحدة.